# Ксамб
Ксамб (фр. Xambes) — коммуна во Франции, находится в регионе Пуату — Шаранта. Департамент — Шаранта. Входит в состав кантона Сент-Аман-де-Буакс. Округ коммуны — Ангулем.
Код INSEE коммуны — 16423.
Коммуна расположена приблизительно в 380 км к юго-западу от Парижа, в 90 км южнее Пуатье, в 21 км к северу от Ангулема.

## История
Коммуна была образована в 1793 году под названием Xambre (рус. Ксамбр), в 1801 году она была переименована в Xambe, а затем в Xambes.

## Население
Население коммуны на 2008 год составляло 302 человека.
| 1962 | 1968 | 1975 | 1982 | 1990 | 1999 | 2008 |
| ---- | ---- | ---- | ---- | ---- | ---- | ---- |
| 289  | 300  | 284  | 297  | 320  | 320  | 302  |

## Экономика
В 2007 году среди 184 человек в трудоспособном возрасте (15—64 лет) 126 были экономически активными, 58 — неактивными (показатель активности — 68,5 %, в 1999 году было 65,4 %). Из 126 активных работали 112 человек (61 мужчина и 51 женщина), безработных было 14 (8 мужчин и 6 женщин). Среди 58 неактивных 9 человек были учениками или студентами, 30 — пенсионерами, 19 были неактивными по другим причинам.

## Достопримечательности
- Приходская церковь Нотр-Дам[фр.] (XI век). Исторический памятник с 1969 года[3]

## Фотогалерея

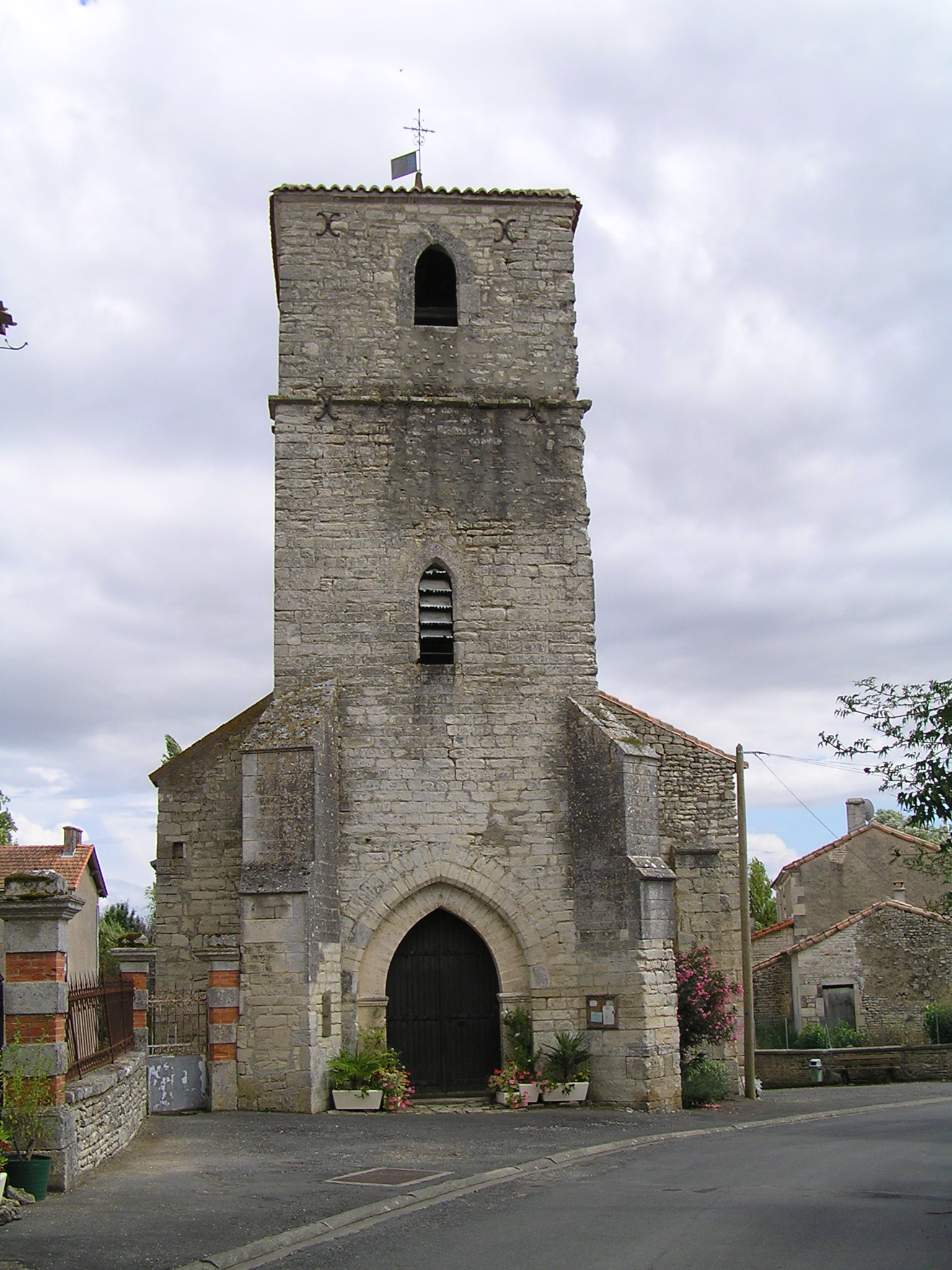
Церковь Нотр-Дам
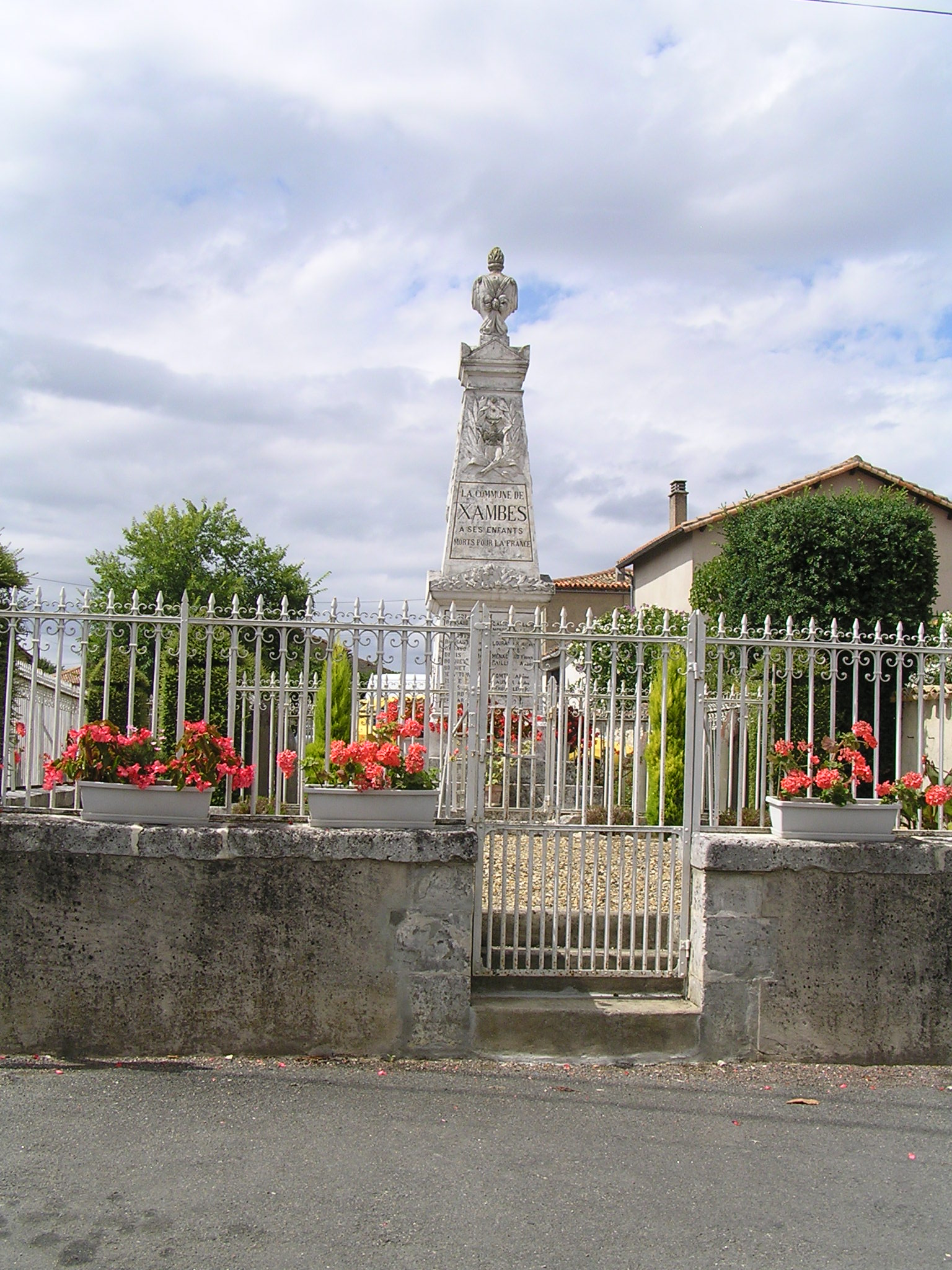
Военный мемориал
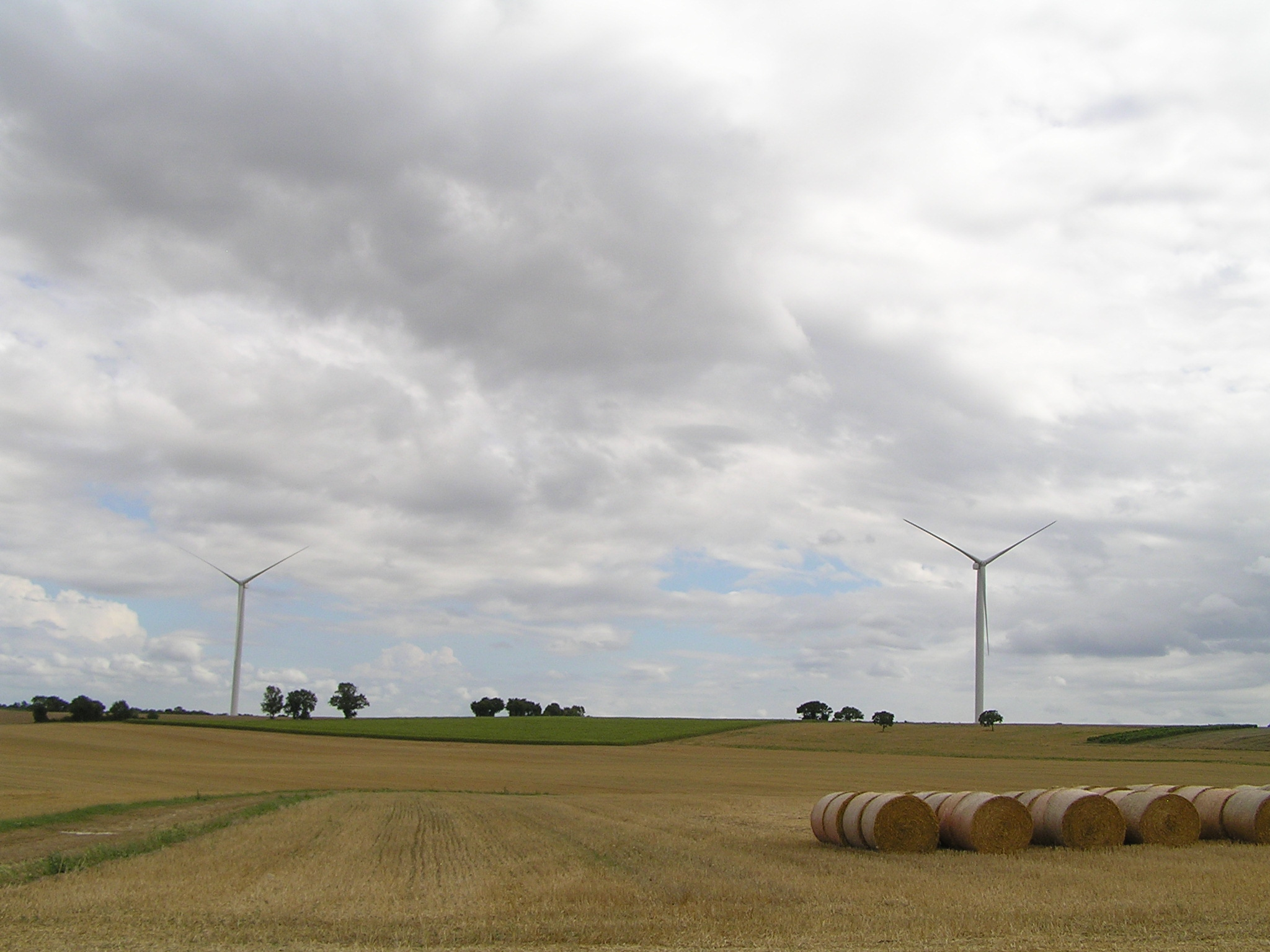
Ветрогенераторы